# Kapellenruine der Reichsburg Kyffhausen

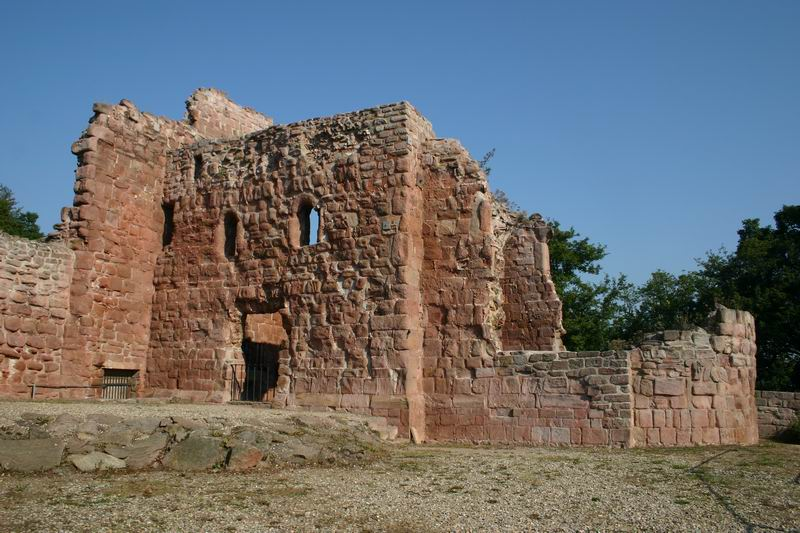
Die Burgkapelle

Die Kapellenruine der Reichsburg Kyffhausen steht auf dem Gelände der ehemaligen Unterburg der Reichsburg Kyffhausen in der Gemarkung Steinthaleben der Gemeinde Kyffhäuserland unweit der Stadt Bad Frankenhausen im Kyffhäuserkreis, Thüringen. Die Kapelle trug ursprünglich das Patrozinium Zum heiligen Kreuz.

## Geschichte
Die einstige zweiteilige romanische Unterburg war der älteste Bauteil der gesamten Burganlage vom Kyffhäuser. Die Reste der Kapellenruine stehen vollkommen im Ostteil der Burgruine und füllen mit dem Resten des Palas den Winkel zwischen Quermauer und nördlicher Mantelmauer, der sie aufsitzt. Deshalb könnte die Kapelle 1118, in der dritten Bauperiode der Burg, entstanden sein.
In gotischer Zeit wurde die Kapelle nebst Wohnturm umgebaut und eine Toranlage in die südliche Mauer eingearbeitet, als die Unterburg Wallfahrtsort geworden war. Bis 10,65 Meter Höhe ist die Ringmauer an der Kapelle bis zum Zinnenkranz erhalten geblieben. Dahinter verlief der Wehrgang. Das sieht man an den Balkenlöchern im Mauerwerk der Trennmauer, die die Unterburg in zwei Hälften teilte. In der östlichen Hälfte befindet sich die dreiteilige Kapelle an der Nord- und Ostmauer  mit einem zusammenhängenden Rest vom Wohngebäude zusammen angelehnt.